# Kolonia Piszczac I
Kolonia Piszczac I is een dorp uit het district van Gmina Piszczac in het oosten van Polen. Het hoort bij de gemeente Piszczac en grenst aan het plaatsje Piszczac.
In Kolonia Piszczac I wonen 160 mensen.